# Комплементзалежна цитотоксичність
Комплементзалежна цитотоксичність (КЗЦ, CDC) є ефекторною функцією антитіл IgG та IgM. Коли ці антитіла зв'язуються з поверхневим антигеном на клітині-мішені (наприклад, бактерії або клітині, зараженої вірусами), запускається класичний шлях активації комплементу шляхом зв'язування білка C1q з цими антитілами, що призводить до утворення мембранного атакуючого комплексу (MAK) та лізису клітин-мішеней.
Система комплементу ефективно активується людськими антитілами IgG1, IgG3 та IgM, слабко — антитілами IgG2 і не активується антитілами IgG4.
Також КЗЦ є одним із механізмів, за допомогою якого терапевтичні антитіла або фрагменти антитіл можуть досягти протипухлинного ефекту.

## Використання КЗЦ у дослідженнях

### Терапевтичні антитіла
Розробка протипухлинних моноклональних антитіл включає in vitro аналіз їх ефекторних функцій, включаючи здатність запускати КЗЦ для знищення клітин-мішеней. Класичний підхід полягає в інкубації антитіл з клітинами-мішенями та джерелом комплементу (сироваткою). Потім загибель клітин визначається кількома підходами:
- Радіоактивний метод: перед аналізом клітини-мішені мітять ізотопом хрому <sup id="mwJQ">51</sup>Cr, який виділяється під час лізису клітин і вимірюється кількість радіоактивності.[5][6]
- Вимірювання метаболічної активності живих клітин (фарбування живих клітин): після інкубації клітин-мішеней з антитілами та комплементом додається проникний для плазми мембрани барвник (наприклад, кальцеїн-АМ[7] або резазурин[8]). Живі клітини метаболізують його у непроникний флуоресцентний продукт, який можна виявити за допомогою проточної цитометрії. Цей продукт не може утворюватися в метаболічно неактивних мертвих клітинах.
- Вимірювання активності вивільнених внутрішньоклітинних ферментів: мертві клітини вивільняють фермент (наприклад LDH або GAPDH) і додавання його субстрату призводить до зміни кольору, який зазвичай визначається кількісно як зміна поглинання або люмінесценції .
- Забарвлення мертвих клітин: флуоресцентний барвник входить усередину мертвих клітин через їх пошкоджену плазматичну мембрану. Наприклад, пропідію йодид зв'язується з ДНК мертвих клітин, а флуоресцентний сигнал вимірюється за допомогою проточної цитометрії.

### HLA-типування та тест на відповідність
Дослідження на основі КЗЦ використовуються для пошуку відповідного донора для трансплантації органів або кісткового мозку, а саме донора з відповідним фенотипом системи гістосумісності HLA. Спочатку типізація HLA проводиться для пацієнта та донора для визначення їх фенотипів HLA. Коли знайдено потенційно підходящу пару, проводиться тест на відповідність, щоб виключити, що реципієнт виробляє специфічні антитіла до HLA донору, які можуть спричинити відторгнення трансплантату.
КЗЦ-форма HLA-типізації (іншими словами серологічна типізація) використовує набір анти-HLA-антитіл із алогенної антисироватки або моноклональних антитіл. Ці антитіла інкубують по черзі з лімфоцитами пацієнта або донора та джерелом комплементу. Кількість мертвих клітин (позитивний результат) вимірюється шляхом фарбування мертвих або живих клітин. Наразі КЗЦ-типізацію замінюють молекулярною, яка дозволяє ідентифікувати нуклеотидні послідовності молекул HLA за допомогою ПЛР .
КЗЦ зазвичай використовують для проведення тесту на відповідність донора реципієнту. Основна версія дослідження передбачає інкубацію сироватки пацієнта з донорськими лімфоцитами та другу інкубацію після додавання кролячого комплементу. Наявність мертвих клітин (позитивний результат) означає, що донор не підходить для цього конкретного пацієнта. Існують модифікації цього тесту для підвищення чутливості, включаючи подовження мінімального часу інкубації, додавання антилюдського глобуліну (AHG), видалення незв'язаних антитіл перед додаванням комплементу, поділ Т-клітинної та В-клітинної ліній. Окрім КЗЦ-тесту на відповідність, наразі доступний проточно-цитометричний тест, який є більш чутливим і може виявити навіть антитіла, що не активують комплемент.